# Lincity
Lincity és un joc de simulació multiplataforma i gratuït on el jugador ha de controlar i gestionar tots els aspectes socioeconòmics d'una ciutat. Una característica única és l'opció entre dues formes de guanyar, assolir el desenvolupament sostenible, o evacuar a tota la població en una nau espacial. Està alliberat sota la llicència GPL amb el treball artístic sota llicència doble Creative Commons Attribution-Sharealike 2.0 i les fonts DejaVu incloses sota la seva pròpia llicència.

## El joc
El jugador desenvolupa la seva ciutat mitjançant la compra de construccions apropiades, serveis i infraestructures. El jugador ha de tenir cura del creixement de la població i diversos equilibris socioeconòmics.
La simulació té en compte la població, el nombre de llocs de treball, aliments, béns, matèries primeres, serveis, energia i altres restriccions com finances, contaminació i transports.
S'ofereixen diversos indicadors, com mini-mapes i estadístiques.
Durant els transcurs del joc es va progressant en tecnologia (especialment amb l'ajuda de la construcció i el manteniment d'escoles i universitats), el que posa noves construccions a disposició del jugador. Mentrestant, es van consumint els recursos naturals (limitats) i es va acumulant contaminació.
Lincity ha tingut múltiples contribuïdors, els més destacats han estat IJ Peters (1995-1997), Greg Sharp (1997-2003) i Corey Keasling (2000-2003).

## Història

### Original Lincity

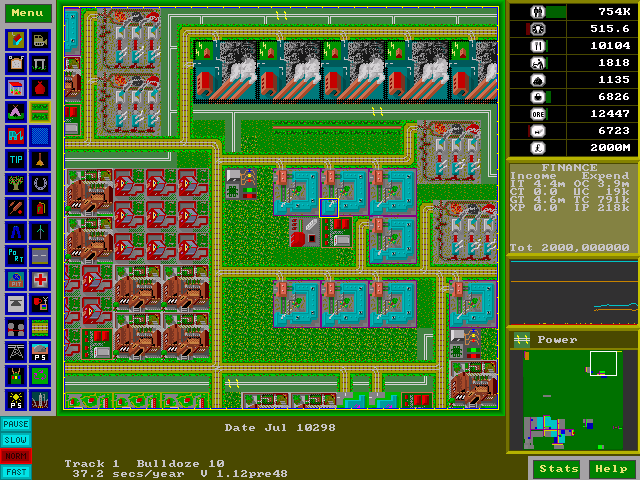
Pantalla de lOriginal LinCity

El joc original. Aquesta versió es pot jugar en ordinadors vells, sense capacitat 3D, amb baixa memòria i un processador lent. Va ser actualitzat a l'agost del 2004, tot i que els canvis des del 1999 han estat pocs.
Lincity era originalment per a Linux, però també funciona en un Windows, BeOS o OS/2, i a una gran varietat de sistemes operatius d'estil Unix.

### LinCity-NG (New Graphic)

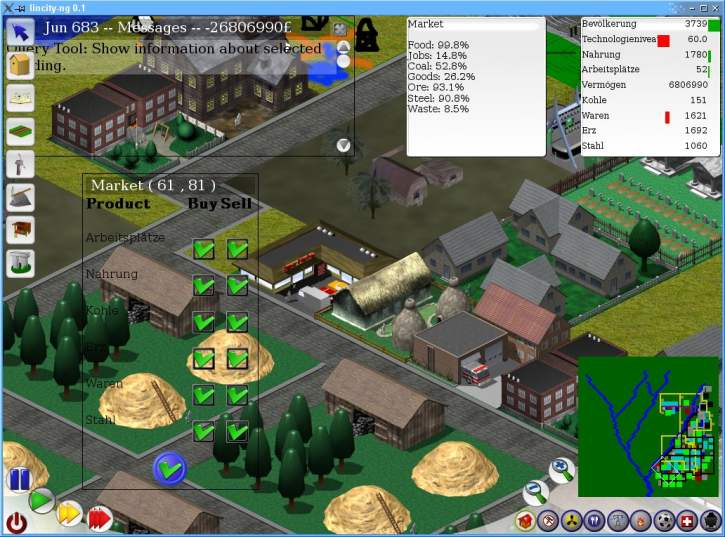
Pantalla del Lincity-NG

És una ramificació (fork en anglès) del joc Lincity amb gràfics 3D i nous sons. El joc és igual que l'original, fins i tot, pot carregar partides del Lincity original. El desenvolupament està actiu el 2007: s'hi afegeixen noves traduccions, es corregeixen errors i s'hi fan petites millores.
Utilitza l'SDL i l'OpenGL, i té una vista isomètrica.
Linux és el sistema primari, però també funciona en Windows, BeOS i sistemes Unix. Mac OS X funciona quan es compila el codi amb GCC i s'engega amb X11.

## Crítiques
En 2000 un article de la CNN sobre jocs Linux lloava la sofisticació de Lincity.Fou el Joc The Linux Game Tome del Mes en gener de 2005. En 2008 Lincity el més destacat programari freeware en 1up.com. The Washington Post va lloar Lincity en 2009. Des del seu llançament, Lincity s'ha descarregat només des de Sourceforge 140,000 cops fins a juliol de 2016.